# Lotononis grandis
Lotononis grandis là một loài thực vật có hoa trong họ Đậu. Loài này được Dummer & Jenn. miêu tả khoa học đầu tiên.